# Atractus paucidens
Atractus paucidens – gatunek węża z rodziny połozowatych (Colubridae), występujący w północno-zachodniej Ameryce Południowej.

## Systematyka
Gatunek ten jako pierwszy opisał francuski uczony Raymond Despax w 1910 roku. Autor nadał wężowi nazwę Atroctopsis paucidens, a jako miejsce typowe podał Santo Domingo de Los Colorados. Holotyp oznaczony (MNHN 1906.245) znajduje się w Muzeum Historii Naturalnej w Paryżu.

## Występowanie
Gatunek ten występuje w północno-zachodnim Ekwadorze od rzeki Pitzara w prowincji Esmeraldas do Santo Domingo de Los Colorados w prowincji Pichincha. Jego habitatem jest wilgotny las równikowy w przedziale wysokości od 200 do 770 m n.p.m., można go spotkać także w lasach wtórnego wzrostu, na obrzeżach lasów, ale tylko na terenach bliskich pierwotnym, na pastwiskach i w okolicach wiosek. Gatunek aktywny tylko w dzień, w nocy znajdowany był w zgniłych pniach, pod skałami lub ziemi bogatej w składniki organiczne. Jego obszar występowania częściowo pokrywa się z obszarem występowania Atractus modestus.

## Morfologia
Jest to średniej wielkości wąż. Samce są wyraźnie mniejsze od samic. Wymiary:
|                        | Samica  | Samiec  |
| ---------------------- | ------- | ------- |
| Długość całkowita (mm) | 340     | 476     |
| Długość SVL (mm)       | 290     | 419     |
| Łuski brzuszne         | 169–190 | 169–175 |
| Tarczki podogonowe     | 31–38   | 43–45   |

Wąż o małej głowie, której szerokość jest podobna do szerokości szyi, małych oczach, czarniawym kolorze łusek tułowiowych z kilkoma (2–7) zaokrąglonymi bocznymi czerwonymi plamami w przedniej części tułowia, o różnej intensywności. W okolicach karku może występować białawy pas. Łuski brzuszne są białe w przedniej części i czarne w tylnej z czarnymi plamkami.

## Status
W Czerwonej księdze gatunków zagrożonych IUCN Atractus paucidens jest klasyfikowany jako gatunek narażony (VU, ang. Vulnerable). Liczebność populacji nie jest określona, ale gatunek opisywany jest jako niepospolity. Trend liczebności populacji jest określany jako spadkowy głównie z powodu szybkiej degradacji jego naturalnego habitatu.